# Hermanas del Corazón Inmaculado de María de Hong Kong
La Congregación de Hermanas del Corazón Inmaculado de María (oficialmente en inglés: Congregation of the Sisters of the Immaculate Heart of Mary) es una congregación religiosa católica femenina de vida apostólica y de derecho diocesano, fundada por el obispo misionero de Maryknoll James Edward Walsh, en Jiangmen (China), en 1934. A las religiosas de este instituto se les conoce como Hermanas del Corazón Inmaculado de María de Hong Kong.

## Historia
Las Hermanas del Inmaculado Corazón de María fueron fundadas por el primer obispo de la diócesis de Jiangmen, James Edward Walsh, misionero de Maryknoll, en 1936, con la ayuda de un grupo de misioneras de Maryknoll. Las hermanas llegan a Hong Kong en 1954. Allí se refugian algunas religiosas que lograron escapar a la represión del gobierno chino de Mao Zedong, logrando mantener la comunión con Roma. En 1959 recibió la aprobación de parte del obispo de Hong Kong, Lorenzo Bianchi, como congregación religiosa de derecho diocesano.

## Organización
La Congregación de Hermanas del Corazón Inmaculado de María es un instituto religioso centralizado, de derecho diocesano, cuyo gobierno es ejercido por una superiora general. La casa general se encuentra en Hong Kong (China).
Las Hermanas del Inmaculado Corazón de María se proponen como objetivo proclamar el Evangelio de Jesucristo y servir a los necesitados en la sociedad. Sus actividades de hogares de ancianos, guarderías, jardines de infantes y una escuela secundaria. Están presentes en China y Estados Unidos.